# L'Auberge rouge (livro)
L'auberge rouge (em português: A Estalagem Vermelha) é uma novela de 1831 escrita pelo autor francês Honoré de Balzac incluída nos Études philosophiques ("Estudos filosóficos") de sua Comédia Humana. 

## Presentação
L'auberge rouge é uma das primeiras obras que Balzac assinou com seu nome, daí seu clima ainda levemente gótico. Segundo o depoimento da irmã do escritor, trata-se de uma história real, contada "por um antigo cirurgião militar, amigo do homem condenado injustamente". Para Paulo Rónai, "uma das mais importantes entre as novelas de Balzac."
A frase "na raiz de toda grande fortuna existe um crime", que costuma ser citada como sendo deste livro,, na verdade não é dita em lugar nenhum da obra. O máximo que se diz é: "Assim como a virtude, o crime tem seus graus." Existe uma frase parecida, proferida pelo personagem Vautrin, um criminoso, no livro O Pai Goriot, a saber: "O segredo das grandes fortunas sem causa aparente é um crime esquecido porque o serviço foi bem-feito." Só que "grandes fortunas sem causa aparente" não é o mesmo que "toda grande fortuna".
Em resumo, a obra conta a história de dois médicos que passam a noite numa taverna; um terceiro hóspede traz consigo muito dinheiro e aparece morto; todas as provas são contra um dos amigos, que realmente teve a ideia de matá-lo, porém desistiu no último segundo; mesmo assim, aceita sua condenação à morte, pois se sente culpado; sua ideia do assassinato fora transmitida telepaticamente a Taillefer, o outro médico, que é o verdadeiro criminoso e se cala para ficar com a fortuna.

Balzac empregou uma técnica complexa e inovadora, onde a história é contada pela única pessoa que conhecia a trama, estando presentes, entre outros, Taillefer e seu futuro genro, que o desmascara intimamente graças a um pequeno detalhe. Daí, o dilema: é imoral aceitar riquezas sabidamente advindas de um ato criminoso? Outra técnica empregada é a da história dentro de uma história: um narrador conta a história de um jantar onde o convidado alemão, Hermann, conta a história do crime da estalagem vermelha, parte da qual lhe foi contada na prisão por Prosper Magnan.
Segundo Marcel Barrière em seu estudo literário e filosófico de A Comédia Humana, "Balzac, após ter feito a distinção que existe entre o fato e sua ideia geradora, inflige ao homem que concebeu o fato sem o executar a punição humana reservada normalmente à culpabilidade real. Quanto àquele que realmente agiu, escapa à vingança da sociedade, mas não à mais terrível da Providência.
Dos quatro filmes com o título L'Auberge rouge (A Estalagem Vermelha), apenas dois, de 1912 e 1923, do cinema mudo portanto, são baseados na obra de Balzac. Os de 1951 e 2007 baseiam-se nos crimes da estalagem de Peyrebeille e nada têm a ver com a obra balzaquiana.

## Enredo
O banqueiro alemão Hermann, de passagem por Paris, janta na companhia da alta sociedade. No final da refeição, ele conta uma estranha história que ouviu durante a sua prisão em Andernach, na época das Guerras Revolucionárias Francesas, onde foi preso pelos franceses por comandar um grupo de resistência.
Trata-se de um crime cometido em 1799. Dois cirurgiões militares passam a noite numa estalagem, partilhando o quarto com um industrial que fugiu das hostilidades e que admite, durante a refeição, ter consigo uma considerável soma em ouro, bem como diamantes. Um dos dois cirurgiões, Prosper (Próspero na edição brasileira de A Comédia Humana organizada por Paulo Rónai) Magnan, muito impressionado com esta revelação, não consegue adormecer e imagina como seria fácil e rentável para ele matar o industrial. Quando enfim adormece, é acordado por um tumulto: o industrial foi realmente assassinado e, mais ainda, com um instrumento cirúrgico.
Prosper Magnan é inocente, mas é preso, condenado e fuzilado.
Enquanto o banqueiro alemão Hermann desenvolve sua história, o narrador de A Estalagem Vermelha escuta. No entanto, ele está sentado em frente a outro convidado que dá sinais de inquietação durante o relato de Hermann: trata-se do verdadeiro assassino, por acaso sentado na mesma mesa. Este homem, Jean-Frédéric (Frederico) Taillefer, é o pai de Victorine (Vitorina) Taillefer, que encontraremos em O Pai Goriot.
Tendo se tornado um rico financista e cumulado de honras, Jean-Frédéric Taillefer desmorona gradualmente à medida que a história avança. A sua opulência, devido a esse crime, não impediu lembranças dolorosas, e Taillefer é acometido de uma crise nervosa da qual morre pouco depois.
O narrador balzaquiano, por sua vez, apaixonado por Victorine Taillefer, reluta em se casar com uma herdeira cuja fortuna está coberta de sangue. Ele pede conselhos aos amigos e a maioria acha que ele não deveria se casar, mas por um motivo interesseiro: eles têm interesse em se casar com ela. O livro termina sem uma solução.

## Ligações externa
- Fac-símile em francês no site da Biblioteca Nacional da França.